# Olancha (Kalifornija)
Olancha je naseljeno područje za statističke svrhe u američkoj saveznoj državi Kalifornija. Prema popisu stanovništva iz 2010. u njemu je živjelo 192 stanovnika.